# Boris Zaïtsev (écrivain)
Pour les articles homonymes, voir Boris Zaïtsev et Zaïtsev.
Boris Zaïtsev (en russe : Зайцев, Борис Константинович), né à Orel le 29 janvier 1881 (10 février dans le calendrier grégorien) et mort à Paris 15e le 28 janvier 1972, est un écrivain, romancier, nouvelliste, dramaturge, traducteur russe. Après des débuts prometteurs en Russie au début du XXe siècle, il a quitté définitivement la Russie en 1922 pour s'installer en France à partir de 1923. L'œuvre de Zaïtsev continue la tradition d'Ivan Tourgueniev et Anton Tchekhov par sa perception religieuse du monde, par son désintérêt pour la course à la prospérité matérielle et à la vie bien rangée. Il est aussi souvent comparé à un autre auteur russe exilé en France, Ivan Bounine, pour son sens aigu de la beauté. Mais sa mélancolie et sa tendresse délicate l'éloignent du pessimisme de Bounine.

## Biographie

### Enfance et adolescence
Son père est directeur de l'usine à papier "Goujon", et fait partie de l'aristocratie du gouvernement de Simbirsk. Il passe son enfance dans le village d'Ousty, district de Jizdrinski, gouvernement de Kalouga (actuel raïon de Douminitchcki de l'oblast de Kalouga).
Ses gouvernantes assurent sa première éducation. Il étudie ensuite au gymnase classique de Kalouga (1892-1894), où il ne termine pas ses études mais présente et réussit ses examens de langues anciennes au 6e gymnase de Moscou en 1902. Il poursuit ensuite des études d'enseignement pratique à Kalouga, entre 1894 et 1897, puis, en 1898, accomplit une dernière année complémentaire. Il étudie ensuite à la section de chimie de l'université technique d'État de Moscou-Bauman (1898—1899 ; il en est expulsé pour avoir participé aux manifestations d'étudiants). Il fréquente alors l'École des mines de Saint-Pétersbourg  (1899-1901 ; sans terminer), puis la faculté de droit de l'université d'État de Moscou (1902-1906 ; sans terminer), mais la littérature l'emportera finalement sur les études amorcées.

### Débuts littéraires
Il commence à écrire à 17 ans. À l'automne 1900, il fait la connaissance d'Anton Tchekhov, à Yalta. Au printemps suivant, il lui envoie le manuscrit du récit « Une Histoire inintéressante » ainsi qu'à Vladimir Korolenko. Il rencontre également Leonid Andreïev, qui l'aide à faire son entrée dans le monde littéraire en l'introduisant au cercle littéraire « Mercredi » (Sreda), dirigé par Nikolaï Telechov. Il débute avec le récit « En chemin », paru dans le « Courrier ». En 1902 ou 1903, il rencontre Ivan Bounine, avec lequel il conserve, durant de longues années, des relations d'amitié.
Il vit à Moscou (plusieurs de ses écrits font écho de son attachement à cette ville, notamment: "La broderie d'or",  "Fleuve du temps"). Il se rend souvent à Saint-Pétersbourg. Il est membre du cercle artistique et littéraire (1902), participe à la publication de la revue « Zori » (Crépuscules), durant quelques mois, en 1906. L'année suivante, il devient membre effectif de la Société des amis de la littérature russe et de la Société de publication littéraires périodiques.
En 1904, il voyage en Italie. Par la suite, de 1907 à 1911, il fait de l'Italie sa seconde patrie. Cela lui inspire, par la suite, un livre (Italia, 1923) et lui donne une toile de fond pour beaucoup de ses contes, dont Raphaël (1924).

### Périodes de guerre et de révolution
À l'époque de la Première Guerre mondiale, il vit avec son épouse et sa fille, Nathalia, dans le village de Pritykine. Après être entré à l'école militaire Alexandre, il en sort en mars 1917 avec un grade d'officier. Dans une des brochures Discussion sur la guerre (Moscou, 1917), il décrit l'agressivité allemande et développe l'idée d'une guerre jusqu'à la victoire finale. En août 1917, il contracte une pneumonie et retourne à Pritykine pour s'y reposer jusqu'en 1921, tout en passant régulièrement à Moscou. En 1922, il est élu président de la section moscovite de l'Union russe des écrivains.
La participation active de Zaitsev au comité d'aide aux victimes de la famine de 1921, « Pomgol » attire la suspicion de Lénine et lui vaut la prison. Comprenant la tragédie qui résulte de la révolution et de la guerre civile, après la mort de son neveu et de son beau-fils Zaïtsev et son épouse décident de quitter à jamais la Russie.
Il suit, ainsi, le même chemin d'exil que Bounine, Ivan Chmeliov, Berdiaev  et bien d'autres.

### Exil
En juin 1922, Zaïtsev déménage à Berlin avec sa famille. Il travaille activement aux revues Sovreménnye zapiski et Zveno. Un an plus tard, il déménage en Italie puis, en décembre 1923, à Paris, où il vit presque 50 ans. En octobre 1925, il devient rédacteur de la revue de Riga Peresvone (Carillon) et, en 1927, il publie ses œuvres dans la revue parisienne Renouveau.
Au printemps 1927, à la suite d'un voyage au mont Athos il écrit un récit de voyage du même nom : « Athos ».
De 1925 à 1929, les premières parties des écrits intitulés « Le Voyageur » sont publiées dans les revues Renouveau et Jours. Ces récits décrivent la vie en France.
En même temps, Zaïtsev rassemble les éléments qui lui permettent d'écrire et de publier, plus tard, les biographies de Tourgueniev, Tchekhov et Vassili Joukovski, les écrivains dont il se sentait le plus proche, spirituellement.
Il voyage beaucoup en France, dans les villes de Grasse, Nice ou Avignon, dont on trouve des évocations dans ses écrits ultérieurs.
Lors des premières années de la Seconde Guerre mondiale, Zaïtsev se consacre à des publications dans des revues et des journaux. Puis, quand la France est occupée par l'Allemagne, en 1940, ses publications dans des éditions russes ne suivent plus. Durant ces années, l'écrivain se refuse à faire connaître ses opinions sur la situation politique. Il continue à travailler et publiera, en 1945, le récit « le Roi David ».
En 1947, Zaïtsev travaille au journal russe à Paris «La Pensée russe» et, la même année, devient président de l'Union des écrivains russes de France, jusqu'à la fin de sa vie. (De nombreux articles et chroniques parus dans la Pensée russe entre 1947 et 1972 sont repris dans Дни)  
Dans les années 1950, il est membre de la Commission de traduction en russe du nouveau testament, à Paris.
L'année 1957 est une année pénible pour l'écrivain: son épouse est victime d'un accident vasculaire cérébral; il est à son chevet tous les jours et continue, en même temps, à écrire un journal intime. Sa femme est morte en 1965.
En 1959, il commence à coopérer à l'anthologie « Mosty », à Munich, et à correspondre avec Boris Pasternak.
Zaitsev est un écrivain prolifique. Durant sa période d'émigration il publie plus de 30 livres et 800 articles dans des revues périodiques. 
À son décès, en 1972, il est enterré au cimetière russe de Sainte-Geneviève-des-Bois.

## Activités littéraires
Ses débuts édités datent de 1901. En 1904-1907, il publie dans les revues Pravda, Nouveau chemin, Questions de vie, Toison d'or, Passage, la collection « Connaissances ».
Ses récits sur l'Italie sont publiés dans la revue Passage (1907) et dans la revue Semaine littéraire (1907).
Il traduit Gustave Flaubert : La Tentation de Saint-Antoine (collection « Connaissance», livre 16, 1907) et Un cœur simple (dans « L'églantier », livre 12, 1910). Grand travailleur lui-même, ayant produit une œuvre riche et diverse, il citait Flaubert: "Seul le travail rend la vie supportable". 
De 1913 à 1918, il se lance dans la traduction en prose rythmique de l'« Enfer », de la Divine Comédie de Dante (publiée à Paris en 1961).
La première collection « Récits. Livre 1er » est éditée à Saint-Pétersbourg, en 1906, chez l'éditeur « L'Églantier » (la 2e en 1909). L'influence de Tchekhov est particulièrement évidente dans le livre 2 de ces Récits, mais il subit aussi l'influence de Fiodor Sologoub qui se remarque dans le récit pré-révolutionnaire « Agrippine » (« L'Églantier »,1908).
Il écrit aussi plusieurs pièces de théâtre, à ses débuts, parmi lesquelles la plus importante est : La Propriété des Laniny (1914).
La structure dramatique et romanesque de son théâtre et de ses romans est souvent réduite au minimum. L'élément "souvenir" prévaut durant sa période d'émigration. Dans Le Voyage de Gleb apparaît un processus analogue à celui qui est utilisé par Bounine dans « La Vie d'Arseniev » ; c'est une autobiographie dissimulée depuis son enfance à Kalouga jusqu'à sa vie en France. C'est aussi une série de petits tableaux de personnages épisodiques.
Dans la même veine, peut être cité : « Une maison à Passy » (1935), un tableau de Paris des années 1920 avec ses immigrants russes qui s'entraident dans leur exil.

## Œuvres
Zaïtsev est, avec Bounine, un représentant de ce que la critique marxiste appelait « la psychologie et l'idéologie de la noblesse du XXe siècle continuatrice de celle du XIXe siècle ». Son oeuvre exprime un attachement à la culture russe traditionnelle. Plusieurs ouvrages évoquent les intellectuels et artistes russes face à la Révolution : l'espoir de renouveau porté par Février 1917, l'effroi devant les violences d'Octobre, puis l'exil ("Le pays lointain", "L'étoile bleue" , "La broderie d'or").
C'est un artiste à la culture profonde et au tempérament contemplatif. Il a appris, comme Bounine, de Tourgueniev et de Tchekhov, publiant même  des biographies réussies de ces deux écrivains. Il commence par des contes naturalistes, puis est influencé par des tendances impressionnistes et romantisantes. Il possède, comme Bounine, un sens aigu de la beauté et ses petits contes sont de parfaites œuvres d'art. Toutefois il est éloigné du sombre pessimisme de Bounine et se distingue plutôt par sa mélancolie et sa tendresse.
Son amour marqué de l'exotisme le fait voyager en Italie, en Palestine et en Grèce, pays qu'il évoque dans son livre intitulé Le Mont Athos.
L'origine de son réalisme remonte à son amitié avec Bounine et à son admiration pour Tchekhov. Il est un écrivain "à la manière de" Tchekhov et, en ce sens, est impressionniste et réaliste tout à la fois. Il se distingue, toutefois de Tchekhov et des autres réalistes contemporains par son optimisme. La littérature russe de l'époque doit encore à Zaïtsev l'introduction dans le récit d'un procédé consistant à décrire des pérégrinations à travers des lieux qui avaient marqué son âme d'une empreinte profonde. Ses récits sur le mont Athos et sur l'Italie sont surtout des livres d'états d'âme plutôt que de souvenirs. Cela l'éloigne du réalisme traditionnel.
Bien que fidèle au réalisme de l'art narratif, Zaïtsev donne aussi des œuvres au caractère mystique, comme La Vie du bienheureux Serge de Radonège
Inconnu des lecteurs de l'URSS, puisqu'émigré, Boris Zaitsev a été réédité plusieurs fois dès 1989. Il est apprécié en Russie comme un des grands humanistes russes du XXe siècle, notamment pour avoir transmis la culture russe traditionnelle délaissée sous le communisme. 

### Livres
- 1906, 1909 - Récits
- 1915 - Le Pays lointain
- 1918 - L'étoile bleue
- 1921 - Les Voyageurs, Paris, « Terre russe (Русская земля) »
- 1923 - Rue Saint-Nicolas, Berlin, « Слово »
- 1925 - Le Bienheureux Serge de Radonège, Paris
- 1926 - La Broderie d'or, Prague
- 1926 - Etrange voyage,
- 1928 - Athos. Récit de voyage, Paris
- 1929 - Anna, Paris
- 1932 - La Vie de Tourgueniev, (biographie), Paris
- 1935 - Une Maison à Passy, Berlin
- Le Voyage de Gleb, tétralogie :
  - 1937 - 1. L'Aube, Berlin
  - 1948 - 2. Le Silence, Paris
  - 1950 - 3. La Jeunesse, Paris
  - 1953 - 4. L'Arbre de vie, New York
- 1939 - « Moscou », (souvenirs), Paris, 1939, Munich, 1960, 1973
- 1951 - Joukovski (biographie), Paris
- 1954 - Tchékov, (biographie), New York
- 1965 - Lointain (articles, souvenirs), Washington
- 1968 - Fleuve du temps, New York
- 1973 - Crépuscules sereins, Munich
- 1988 - Mes contemporains (essai), Londres

### Éditions
- Собрание сочинений. Т. 1—7. Берлин, изд. Гржебина, 1922-1923 (recueil d'ouvrages)
- Голубая звезда. Повести и рассказы. Из воспоминаний. Сост., предисл. и коммент. Александра Романенко. Moscou, Московский рабочий, 1989 (Литературная летопись Москвы).  (ISBN 5-239-00302-5).
- Сочинения в трех томах. М., «Терра», 1993 (Étoile bleue. Récits de souvenirs)
- Дни, Paris, Moscou, YMCA-Press : Русский путь,‎ 1995, 480 p. (ISBN 2-85065-234-2 et 5-85887-009-0, OCLC 35170779)
- (ru) Дневник писателя, Moscou, Дом русского зарубежья им. А. Солженицына : Русский путь,‎ 2009, 208 p. (ISBN 978-5-98854-015-1 et 978-5-85887-334-1).